# Боркі-Нізінські
Боркі-Нізінські (пол. Borki Nizińskie) — село в Польщі, у гміні Тушув-Народовий Мелецького повіту Підкарпатського воєводства.
Населення — 487 осіб (2011).
У 1975-1998 роках село належало до Ряшівського воєводства.

## Демографія
Демографічна структура станом на 31 березня 2011 року:
|          | Загалом | Допрацездатний вік | Працездатний вік | Постпрацездатний вік |
| -------- | ------- | ------------------ | ---------------- | -------------------- |
| Чоловіки | 261     | 60                 | 169              | 32                   |
| Жінки    | 226     | 48                 | 129              | 49                   |
| Разом    | 487     | 108                | 298              | 81                   |